# 요시노하라역
요시노하라역(일본어: 吉野原駅)은 일본 사이타마현 사이타마시 기타구에 있는 사이타마 신도시 교통 이나 선의 역이다.

## 역 구조
상대식 승강장 2면 2선의 고가역이다. 도호쿠・조에쓰 신칸센의 고가 궤도를 끼고 위치한다. 개찰구는 우치주쿠 방향에 있다. 역 북쪽은 국도 제16호선(6차선)과 접하고 있으며, 직결되는 육교를 이용하여 국도의 반대편으로 건너갈 수 있다.

### 승강장
| 1 | ■ 이나 선(뉴셔틀) | 마루야마・우치주쿠 방면 |
| 2 | ■ 이나 선(뉴셔틀) | 오미야 방면             |

## 역 주변
역명은 소재하는 기타 구 요시노초 주변이 과거 요시노라 불렸던 것에서. 역은 국도 제16호선 히가시오미야 바이패스에 접하고 있으며 서쪽은 공단이다. 동쪽은 바로 아게오시 하라이치로 주택과 논밭이 산재한다.
- 훼미리마트 아게오하라이치니시점
- 기타가와 철공소 도쿄 공장
- 닛산 자동차 오미야 요시노하라점
- 신에츠 폴리머 도쿄 공장
- 다이쇼 제약 종합 연구소・오미야 공장
- 데라오카 제작소 오미야 공장
- 히타치 니코 트랜스미션
- 미쓰이 식품 업무용 종합 물류 센터
- 사이타마 신문사
- 사이타마 코프 오미야 본부
- 무사시노 그랜드 호텔
- 오미야 요시노초 우체국

## 역사
- 1983년 12월 22일: 영업 개시.
- 2007년 3월 18일: IC카드 Suica 공용 개시.

## 사진

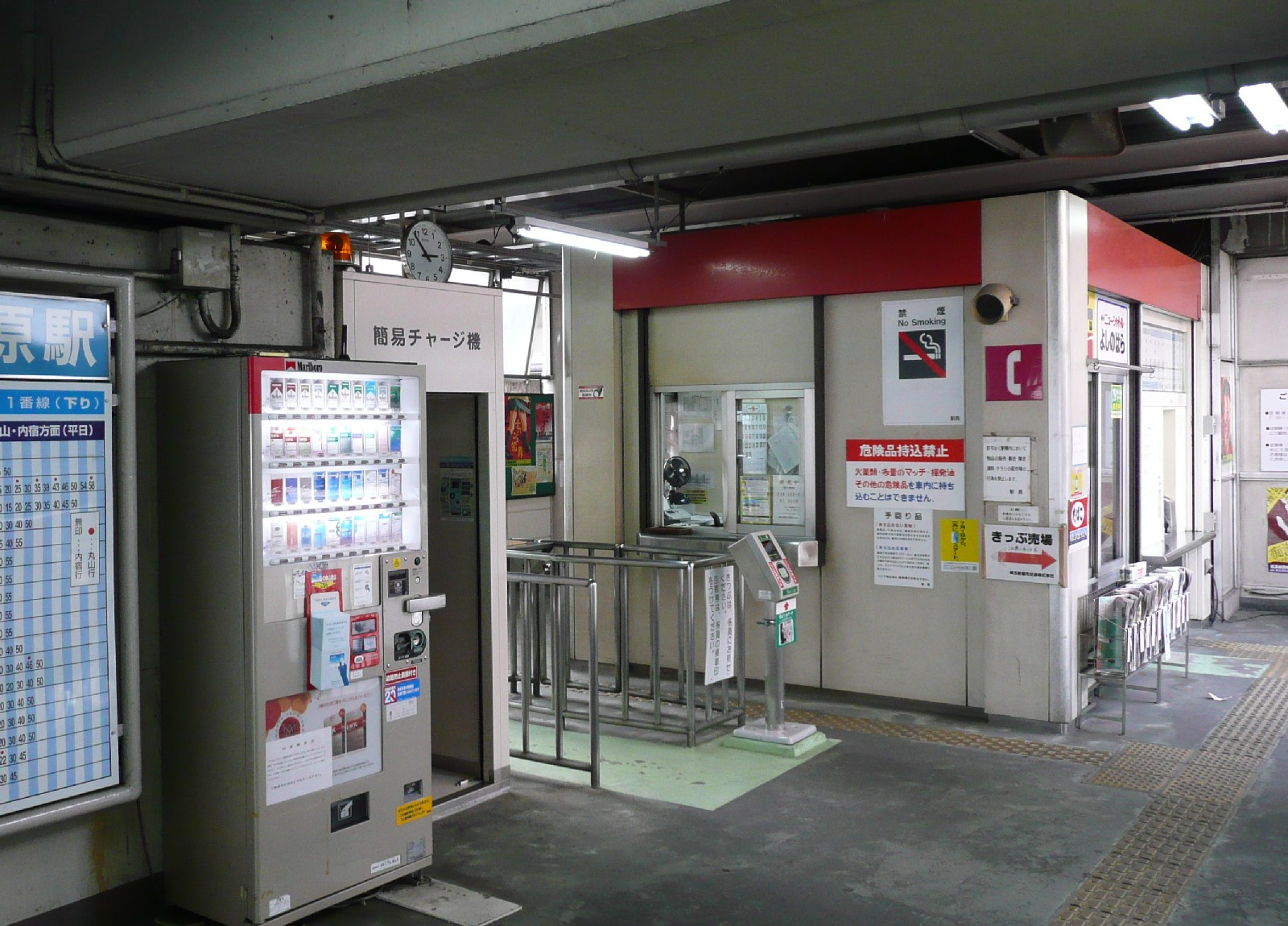
개찰구(2008년 9월)
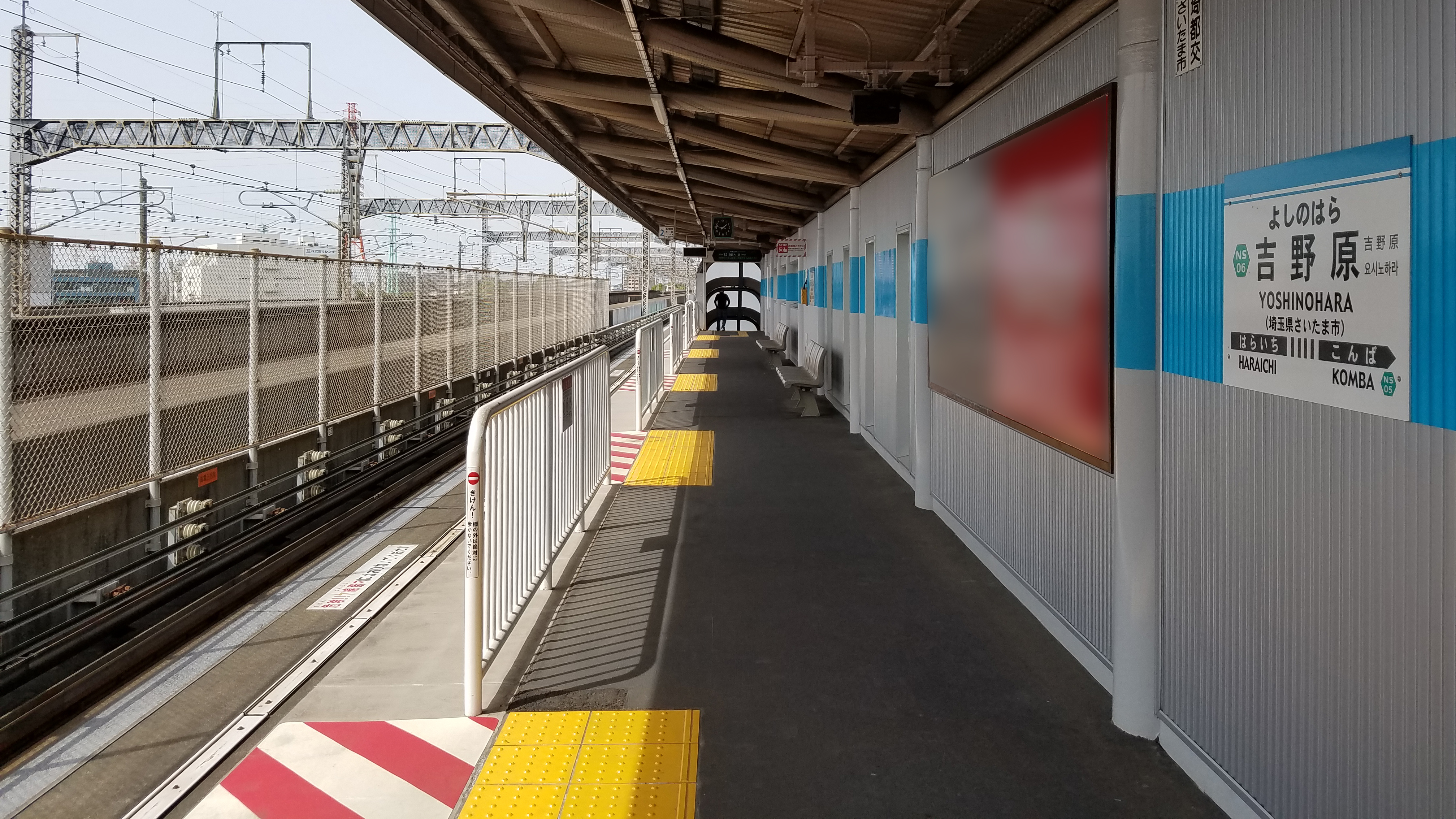
2번 승강장(2021년 5월 4일)

## 인접역
| 사이타마 신도시 교통 ■ 이나 선 | 사이타마 신도시 교통 ■ 이나 선 | 사이타마 신도시 교통 ■ 이나 선 |
| ------------------------------ | ------------------------------ | ------------------------------ |
| 곤바 오미야 방면               |                                | 하라이치 우치주쿠 방면         |